# Round Lake Beach
Round Lake Beach és una vila dels Estats Units a l'estat d'Illinois. Segons el cens del 2000 tenia 25.859 habitants.

## Demografia
Segons el cens del 2000, Round Lake Beach tenia 25.859 habitants, 7.349 habitatges, i 6.026 famílies. La densitat de població era de 1.996,8 habitants/km².
Dels 7.349 habitatges en un 53,4% hi vivien nens de menys de 18 anys, en un 66,2% hi vivien parelles casades, en un 10,5% dones solteres, i en un 18% no eren unitats familiars. En el 14% dels habitatges hi vivien persones soles el 4,5% de les quals corresponia a persones de 65 anys o més que vivien soles. El nombre mitjà de persones vivint en cada habitatge era de 3,5 i el nombre mitjà de persones que vivien en cada família era de 3,83.
Per edats la població es repartia de la següent manera: un 35% tenia menys de 18 anys, un 9,4% entre 18 i 24, un 36,4% entre 25 i 44, un 14,6% de 45 a 60 i un 4,6% 65 anys o més.
L'edat mediana era de 28 anys. Per cada 100 dones de 18 o més anys hi havia 100,9 homes.
La renda mediana per habitatge era de 59.359 $ i la renda mediana per família de 61.637 $. Els homes tenien una renda mediana de 39.439 $ mentre que les dones 28.165 $. La renda per capita de la població era de 18.113 $. Aproximadament el 3,2% de les famílies i el 5,1% de la població estaven per davall del llindar de pobresa.

## Poblacions properes
El següent diagrama mostra les poblacions més properes.